# Helmstedt
Helmstedt er administrationsby i Landkreis Helmstedt i den tyske delstat Niedersachsen. Den ligger mellem Elm og Lappwald, ca. 40 km øst for Braunschweig ved grænsen til Sachsen-Anhalt.
I det delte Tyskland lå her, ved Bundesautobahn 2, den vigtige Grenzübergang Helmstedt-Marienborn mellem Forbundsrepublikken Tyskland og DDR, og samtidig det vestlige endepunkt for en af transitmotorvejene til Vest-Berlin.
Den tidligere universitetsby og Hansestad ligger midt i Naturpark Elm-Lappwald.

## Inddeling
Helmstedt er ud over hovedbyen inddelt i:
- Bad Helmstedt
- Barmke
- Emmerstedt

## Historie
Helmstedt udviklede sig sammen med det nærliggende Benedictinerkloster St. Ludgeri, som blev stiftet omkring 800 af St. Ludgeri som en missionsstation. Helmstedt er første gang nævnt i 952 og dengang kaldt Helmonstede i et dokument fra kejser Otto den Store.
Stedet fik bystatus i 1247 og var underlagt Kloster Werden i Essen frem til 1490 da den blev købt af hertugdømmet Braunschweig-Lüneburg. I 1576 blev universitetet i Helmstedt etableret og dette var et centralt tysk universitet frem til det blev lukket af Jérôme Bonaparte, som da var indsat som konge over Westfalen.

## Billedgalleri
- Gågaden i centrum
- Autobahnkontrolpunkt Helmstedt i november 1989
- Helmstedt i 1654 efter et kobberstik af Matthäus Merian

- Torv og rådhus
- Kloster St. Marienberg
- Klosterbygninger St. Ludgeri

- Doppelkapel
- Bindingsværkshus
- Herzogliches Hoflager
- Det tidligere Universität Helmstedt